# António Carreira
António Carreira, nasceu em Lisboa entre 1520 e 1530 e faleceu entre 1587 e 1597 (provavelmente por volta de 1592 e 1594). Foi um compositor português do Renascimento e Mestre da Capela Real.

## Vida
António Carreira foi menino do coro, cantor da Capela Real, professor de canto, compositor e mestre da Capela Real portuguesa, em Lisboa. As suas composições (fantasia, tentos, canções) testemunham o seu domínio perfeito da linguagem contrapontística. A totalidade de suas composições para órgão encontram-se num manuscrito musical depositado na Biblioteca Geral da Universidade de Coimbra, o MM 242.
As poucas obras vocais do Mestre da Capela Real encontram-se em manuscritos em três bibliotecas: Na Biblioteca Nacional de Lisboa, na Biblioteca Geral da Universidade de Coimbra (BGUC), e na Biblioteca Pública Municipal do Porto (BPMP). São elas: Dicebat Jesus, 4vv; Ecce positus est, 5vv; Jesu redemptor, 4vv; Stabat mater, 4vv; Surrexit Dominus, 5vv, Te Deum, [incompleto], 4vv.
Uma das mais interessantes e originais composições de Carreira é a Canção "Con qué la lavaré", em que o acompanhamento pelo órgão desta canção popular é escrito na forma de "Tento". Esta composição conta-se entre os primeiros exemplares portugueses de uma canção com acompanhamento instrumental escrito.
Acerca de António Carreira, a páginas 70, do seu tratado, diz-nos Pedro Talésio (1618), Arte de Canto Chão com huma breve instrucção, pera os sacerdotes, diaconos, subdiaconos, & moços de coro, conforme ao uso romano, Coimbra, Na Impressão de Diogo Gomez de Loureyro, p. 70: “[...] segundo observou (entre outras cousas que excellentemente acentuou & reformou) Antonio Carreira, Mestre dignissimo que foy da Capella Real de Sua Magestade em Lisboa, cuja opinião, como milhor & mais segura, vou d'ordinario seguindo na Instrucção do Presbytero, Diacono, Subdiacono, Moços de Coro, & na mayor parte dos Cantos chãos que aqui se acharão appontados, que sam os que me parecerão mais necessarios pera o ornato, e perfeição desta Arte presente, & pera o exercicio, & comodidade de todo Sacerdote & ministro Ecclesiastico. E tudo conforme se usa gêralmente no Officio Romano”.

## Compositores homónimos
Existem, porém, três músicos de nome António Carreira: António Carreira, o velho; Frei António Carreira (filho de António Carreira, o velho) e António Carreira Mourão (sobrinho ou neto de António Carreira, o velho).
António Carreira (ca. 1530 - ca. 1594), mestre da Capela Real, teve um filho, com o seu nome, Frei António Carreira (ca. 1550/5 - 1599) que era Eremita de S. Agostinho e igualmente compositor. Ignora-se a sua data de nascimento, mas sabe-se que morreu no Convento da Graça, em Janeiro de 1599, vítima da peste, e que guardava o desejo de publicar as obras musicais de seu pai.
O terceiro "António Carreira", também conhecido como António Carreira «o moço» ou António Carreira Mourão (? - 1637) era sobrinho ou neto do mestre da Capela Real e foi, por sua vez, mestre de capela na Sé de Braga (desde 1606) e posteriormente na Sé Catedral de Santiago de Compostela (dando entrada ao serviço a 2 de Julho de 1613). Terá ocupado esta função até a data da sua morte, a 19 de Março de 1637. Teve cinco filhos, um dos quais também chamado António Carreira, e foram todos religiosos com excepção do primogénito.

## Discografia Mínima
Hora, Joaquim Simões da (1994), Lusitana Musica: Órgãos Históricos Portugueses: Évora e Porto, Volume I, EMI Classics, AAD Digital remastering of LP 7497301 and LP 6540391, 777 7 547 55 2 4. [Contém a gravação de 5 Peças de Carreira].
Torrent, Montserrat (1971), Portugaliae Musica: Orgelwerke Des 16. Jahrhunderts: António Carreira, Manuel Rodrigues Coelho, Heliodoro de Paiva, Alemanha, Archiv, [LP, vinil], [Contém a gravação de 7 Peças de Carreira], Notas de Programa do disco: Macario Santiago Kastner, Gravado em Évora (Portugal), Catedral, 26. 6. 1970,  Órgão construído em 1562, Este disco foi feito em colaboração com a Fundação Gulbenkian, Estúdio Musikhistorisches da Deutschen Grammophon Gesellschaft, Manufacturado pela Deutsche Grammophon, Hamburg,  Imprimido na Alemanha, Contracapa inclui notas em Alemão, Inglês e Francês e registações do órgão, Número de Matriz (Lado A Run-out): ℗ 1971 A71 ◇V 00 2533 069 S1; Número de Matriz (Lado B Run-out): ℗ 1971 A71 ◇V 00 2533 069 S2.
Vaz, João (2002), António Carreira: Tentos e Fantasias, Portugaler, Audiopro Lda, Lisboa, Portugal, DDD 2004-2 SPA. [Contém a gravação de 15 Peças de Carreira].

## Lista das Obras para Tecla de António Carreira
1- Tento a Quatro em Fá 
2- Primeiro Tento a Quatro em Sol
3- Segundo Tento a Quatro em Sol
4- Tento a Quatro sobre o Vilancico “Con qué la lavaré”
5- Primeira Fantasia a Quatro de 8º Tom
6- Tento a Quatro em Ré
7- Terceiro Tento a Quatro em Sol
8- Tento a Quatro de 2º Tom
9- Canção a Quatro Glosada [Esta Peça está Anónima no Manuscrito]
10- Tento a Quatro sobre um Tema de Canção
11- Segunda Fantasia a Quatro de 8º Tom [Esta Peça está Anónima no Manuscrito]
12- Fantasia a Quatro em Lá-Ré
13- Quarto Tento a Quatro em Sol
14- Outro Tento a Quatro de 8º Tom sobre um Tema de Canção
15- Fantasia a Quatro em Ré
16- Terceira Fantasia a Quatro de 8º Tom
17- Fantasia a Quatro de 1º Tom
18- Fantasia a Quatro de 4º Tom [Esta Peça está Anónima no Manuscrito]
19- Tento com Cantus Firmus a Cinco
20- Ave Maria, a Quatro [Esta Peça está Anónima no Manuscrito]
21- Sexti Toni, Fantasia a Quatro
22- Tento a Quatro de 7º Tom [Esta Peça está Anónima no Manuscrito]
23- Quartus Tonus, Fantasia a Quatro
24- Obra a Quatro sobre Cantus Firmus [Esta Peça está Anónima no Manuscrito]
25- Fabordões (8 Fabordões) [Esta Peça está Anónima no Manuscrito]
26- Tento a Quatro em Lá-Ré.